# 859 pr. n. št.

## Smrti
- Ašurnasirpal II., kralj Asirije (* okoli 915-910 pr. n. št.)